# The Deep Dark Woods
The Deep Dark Woods is een Canadese altcountryband uit Saskatoon.
De band werd opgericht in 2005 door Ryan Boldt (zanger en gitarist) Chris Mason (basgitarist), Geoff Hilhorst (pianist), Clayton Linthicum (leadgitaar), Lucas Goetz (drums) en Burke Barlow (gitaar). De laatstgenoemde verliet de band in 2012.

## Discografie

### Albums
- The Deep Dark Woods (2006)
- Hang Me, Oh Hang Me (2007)
- Winter Hours (2009)
- The Place I Left Behind (2011)
- Jubilee (2013)
- Yarrow (2017)